# Djedkare-Pyramide
Die Pyramide des Djedkare (auch Pyramide des Djedkare-Asosi oder Pyramide des Djedkare-Isesi), König (Pharao) der 5. Dynastie (um 2405 bis 2367 v. Chr., Altes Reich), steht in Sakkara-Süd. Sie wird heute als el-Shawaf („der Wächter“) bezeichnet, da sie auf einem Felsenvorsprung genau über dem Dorf von Sakkara steht.
Nachdem die meisten Herrscher der 5. Dynastie in Abusir begraben worden waren, erbaute Djedkare seine Pyramide in Sakkara-Süd, etwa sechs Kilometer südlich von Abusir.

## Lage
Die Pyramide des Djedkare-Isesi befindet sich in Sakkara-Süd, nahe der Grabanlage des Schepseskaf. Wie bereits sein Vorgänger Menkauhor ließ auch Djedkare-Isesi seine Pyramide nicht mehr in Abusir bauen, wo die meisten anderen Könige der 5. Dynastie bestattet wurden. Über die Gründe für den Wechsel der Nekropole kann nur spekuliert werden: Möglicherweise war der Platz der Nekropole von Abusir bereits ausgenutzt, sodass Menkauhor sich einen neuen Ort suchen musste, oder die in Sakkara bestatteten Könige entstammten einem anderen Zweig der Familie als die Abusir-Könige. Möglicherweise suchte man ganz bewusst die Nähe zu anderen, älteren Bauwerken.
Auch wenn sich Djedkare-Isesi nicht in Abusir bestatten ließ, reorganisierte er doch den königlichen Kult dieser Nekropole. So stammen die meisten Verwaltungsdokumente, die in Abusir gefunden wurden, die sogenannten Abusir-Papyri, aus seiner Regierungszeit. Zudem wurden dort enge Familienangehörige wie zum Beispiel Prinz Neserkauhor und Prinzessin Chekeretnebti bestattet.

## Erforschung
Die Pyramide ist heute nur noch schlecht erhalten und mangelhaft untersucht. Als Erste besuchten sie John Shae Perring und Karl Richard Lepsius, deren Werke eine erste, oberflächliche Beschreibung des Äußeren gaben. 1880 drang Gaston Maspero auf der Suche nach Pyramidentexten ins Kammersystem der Pyramide ein, konnte den Grabinhaber aber noch nicht bestimmen. Als er keine Pyramidentexte fand, verlor er das Interesse an der Anlage. 1945 begannen Abdel Salam Hussein und A. Varille eine systematische Erforschung der Anlage, bei der sie den Namen des Königs ausfindig machen und damit die Anlage eindeutig der 5. Dynastie zuordnen konnten. Der frühzeitige Tod der beiden Wissenschaftler verunmöglichte eine Veröffentlichung ihrer Forschungsergebnisse. Ahmed Fakhry führte 1951 die Ausgrabungen fort, mit dessen Zustimmung Vito Maragioglio und Celeste Rinaldi 1977 eine erste Bestandesaufnahme publizierten und aus dessen Nachlass Mohamed Moursi 1987 weitere Ergebnisse veröffentlichte.
Ab 1980 reinigte Mahmoud Abel Razeh den nördlichen Bereich des Totentempels und entdeckte Särge aus Ton und Holz sowie Reste von Schlangenfiguren, die ins Neue Reich und die Spätzeit datieren. Ab 2001 leitete Bernard Mathieu für das Institut français d’archéologie orientale (IFAO) in Kairo zwei Ausgrabungskampagnen, bei denen Restaurierungsarbeiten durchgeführt wurden und Teile der Reliefdekorationen aus dem Schutt früherer Ausgrabungen geborgen werden konnten. Insgesamt sind große Teile der Anlage und Funde nur unzureichend dokumentiert und es fehlen genaue Pläne.

## Architektur

### Pyramide

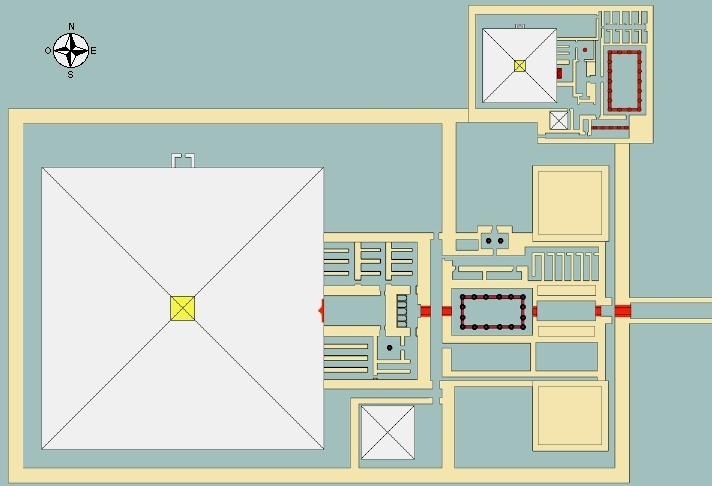
Grundriss des Pyramidenbezirks

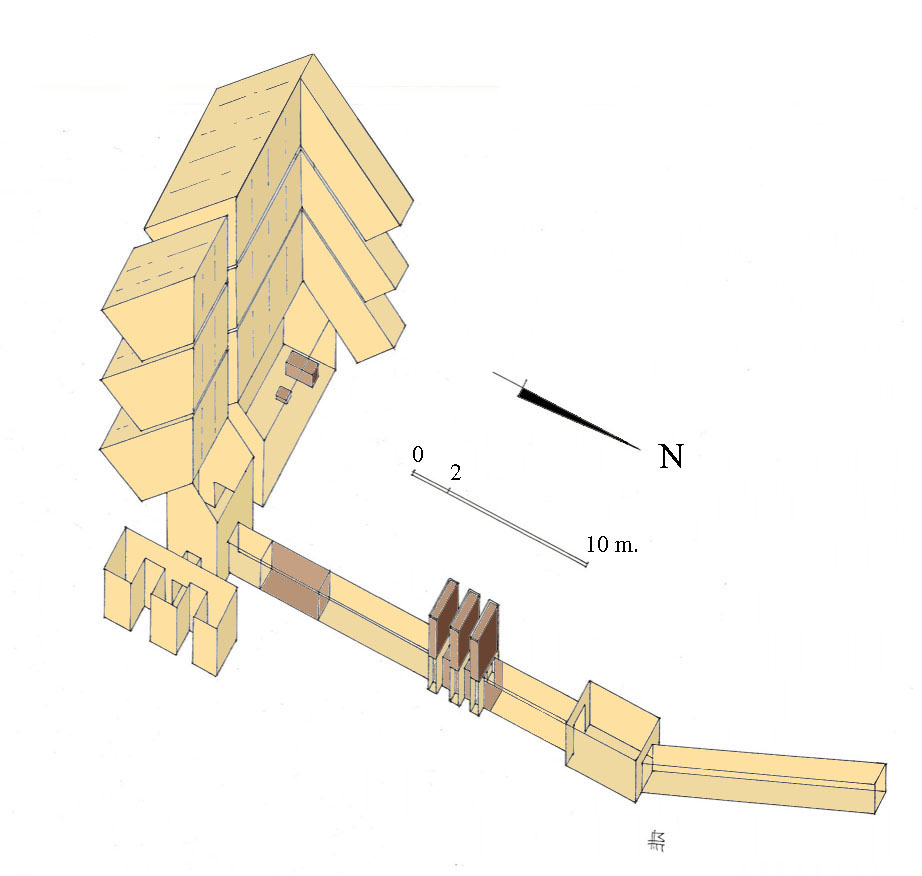
Axonometrische Darstellung des Kammersystems der Pyramide

Wie bei der Niuserre-Pyramide wurde der Kern in sechs Stufen errichtet. Der Eingang liegt auf Bodenhöhe, 2,5 m östlich der Mitte der Nordseite. Erstmals (seit der Knickpyramide) gibt es wieder Spuren einer kleinen Eingangskapelle aus Kalkstein von 6,71 × 4,69 m Größe. Nach: Rainer Stadelmann befand sich auf der Südseite dieser Kapelle vermutlich eine Scheintüre.
Der 9,20 m lange, granitverkleidete, absteigende Gang ist noch heute mit diesen Steinblöcken versperrt. Er führt zu einer fast horizontalen, kalksteingesäumten Gangkammer. Dahinter folgt ein weiterer Gang und eine Fallsteinvorrichtung mit drei Granitfallsteinen und ein horizontales Gegenstück mit leichtem Knick nach Osten.  Nach insgesamt 24,5 m Länge erreicht der Gang die Vorkammer, die genau in der Mitte der Pyramide liegt.
Östlich der Vorkammer befindet sich ein Raum mit drei Nischen, der relativ roh bearbeitet ist und nicht wie die Vor- und Sargkammer mit feinem Kalkstein verkleidet wurde. Mark Lehner spricht hier von drei Magazinen und verweist darauf, dass sich die Entwicklung dieses Merkmals bereits bei der Pyramide des Mykerinos, der Grabanlage des Schepseskaf und der Userkaf-Pyramide verfolgen lässt. Bei den direkten Vorgängeranlagen kommt dieser Raum nicht vor, blieb aber für die folgenden Pyramidenanlagen fester Grundbestand. Auch Rainer Stadelmann denkt an eine Art Keller- oder Magazinräume, wie sie die älteren Pyramiden der 3. Dynastie hatten: Es ist zumindest interessant zu beobachten, wie, ungeachtet der immer mehr perfektionierten oberirdischen Kultanlagen mit ihren doppelten Magazinen, plötzlich wieder das Bedürfnis nach Speichern direkt neben dem Begräbnis aufzukommen scheint. Nach Peter Jánosi könnte er als Magazin für bestimmte rituelle Geräte der Jenseitsausstattung gedient haben. Er wurde auch als Serdab bezeichnet, womit ein unzugänglicher Raum zur Unterbringung von Statuen gemeint ist, was aber sehr strittig ist.
Westlich der Vorkammer liegt die längliche Grabkammer. Vor- und Sargkammer wurden durch Grabräuber stark zerstört. Ein Giebeldach aus drei Lagen gewaltiger Kalksteinsparren überdeckte beide Kammern. Der Durchgang zwischen Vor- und Hauptkammer wird durch einen steinernen Entlastungsbogen geschützt, der das älteste bekannte, echte Steingewölbe in Ägypten darstellt, allerdings nicht freistehend, sondern im Mauerverband. Vor der Westwand der Grabkammer befand sich in einer 12 cm tiefen Vertiefung ein Basalt-Sarkophag, der sich aus den im Schutt liegenden Fragmenten rekonstruieren lässt. Ebenfalls war daneben eine verborgene Nische für die Kanopen-Truhe bestimmt. Es wurden Überreste eines mumifizierten Mannes von etwa 50 Jahren gefunden, die man für die Überreste des Herrschers hält. Aufgrund seiner langen Regierungszeit würde das bedeuten, dass er sehr jung auf den Thron gekommen sein muss. Des Weiteren fanden sich in der Grabkammer Alabasterfragmente und eine Fayenceperle auf Goldgewebe.

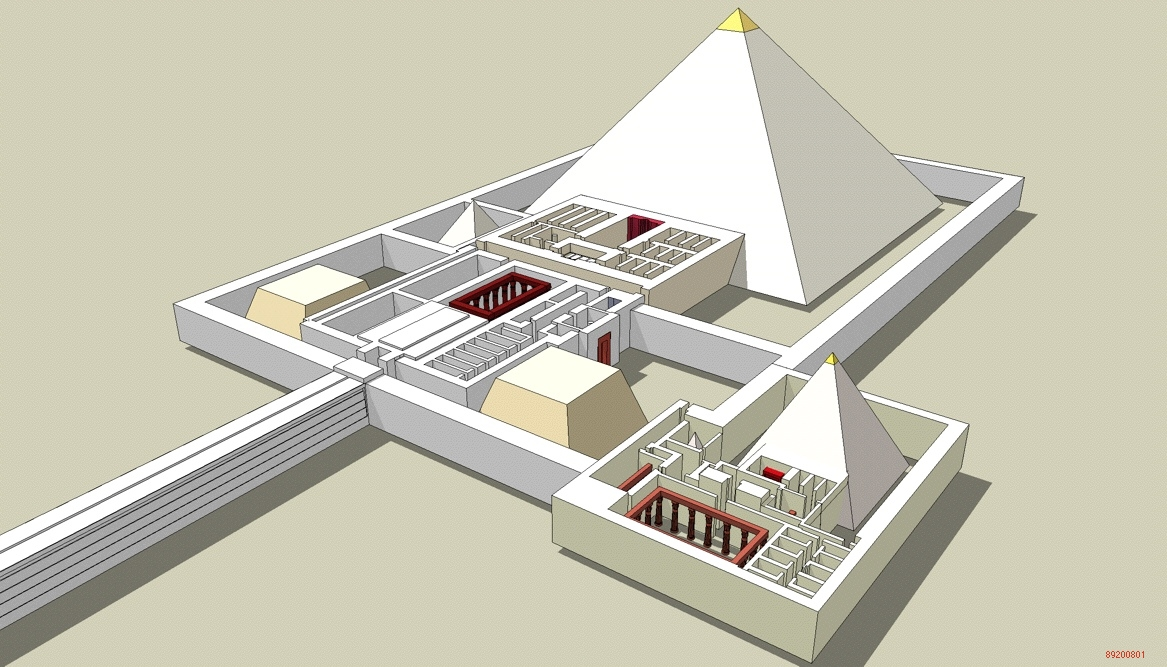
Rekonstruktion des Pyramidenbezirks
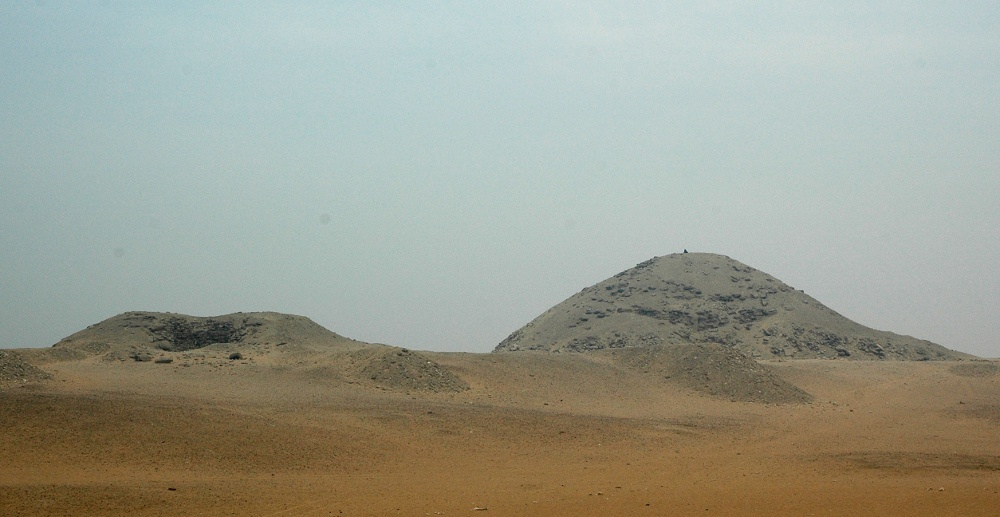
Pyramide des Djedkare-Isesi (rechts) und einer „anonymen Königin“ (links)
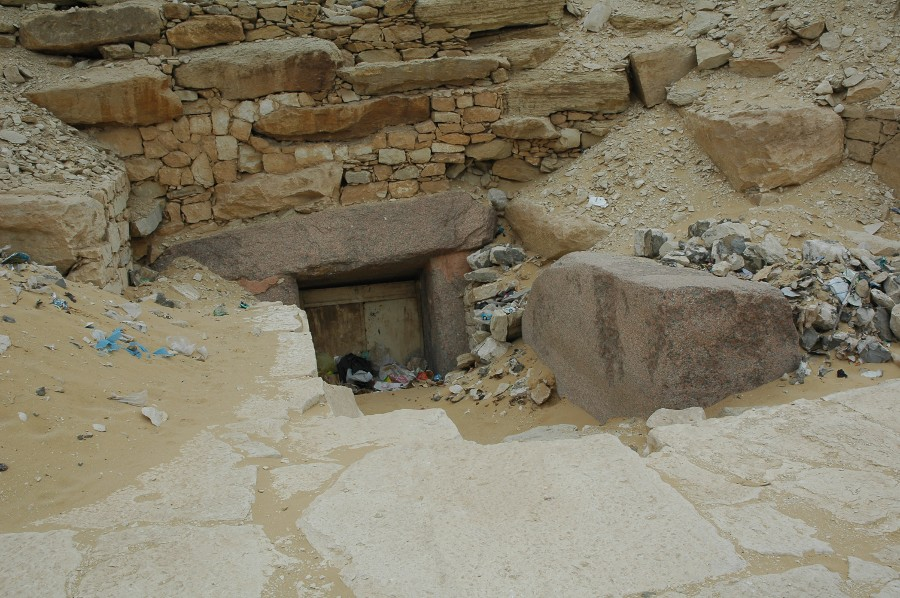
Zugang zur Pyramide an deren Nordseite

### Totentempel

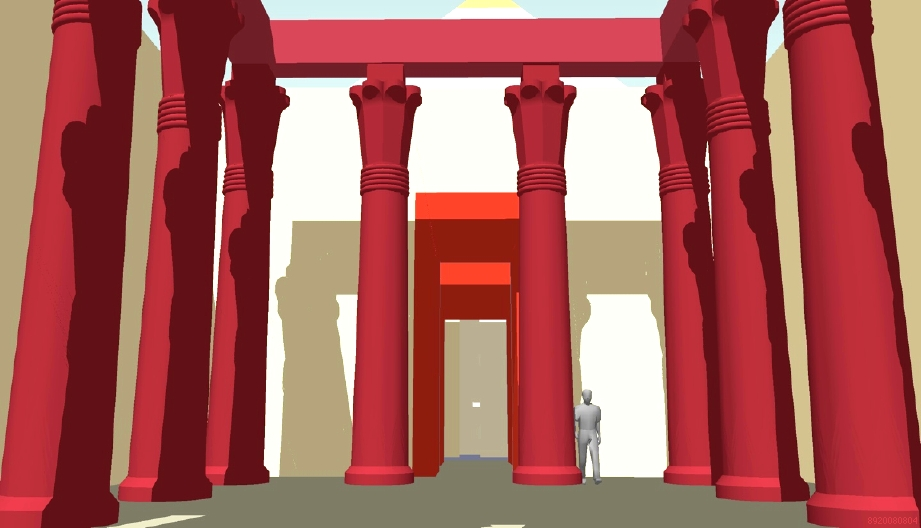
Rekonstruktion des offenen Hofs mit Palmsäulen

Der (nicht ausgegrabene) Aufweg mündet in den nur unvollständig ausgegrabenen Totentempel. Die größtenteils unveröffentlichten Relieffragmente kamen in ihrer Dekoration an Reichtum und Schönheit den Tempeln der Abusirkönige gleich. Darunter befinden sich Darstellungen des Königs mit Göttern und Göttinnen, zum Beispiel wie ihm Hathor das Lebenszeichen überreicht und dahinter Wadjet und Seth stehend. An den Darstellungen befanden sich eingelegte Augen. Ein Relieffragment zeigt wahrscheinlich die bisher älteste bildliche Darstellung des Osiris, der wohl mit Schurz und freiem Oberkörper wiedergegeben ist.
Die Eingangsfassade des Totentempels wird durch zwei mächtige, quadratische Turmmassive beherrscht, Lehner spricht bereits von Mauer-Pylonen, zumindest könnte es sich um Vorläufer der späteren Pylone handeln. Ein langes Vestibül führt in einen offenen Hof mit einer Palmsäulen-Kolonnade aus Rosengranit. Kleine Reste zeugen von einer Alabasterpflasterung von Vestibül und Hof. Zu deren beiden Seiten befinden sich symmetrisch die zugehörigen Magazine. Eine Tür und eine kleine Treppe führten zu einem Raum mit fünf Statuennischen. Diesem folgten eine quadratische Vorkammer mit einer einzelnen Palmsäule („antichambre carrée“) aus Rosengranit und der Opferhalle. Beiderseits dieser Räume befanden sich Magazine. Zwischen Totentempel und Umfassungsmauer des Pyramidenkomplexes lagen vier große Freilufthöfe. Im Südlichen befand sich eine Kultpyramide mit T-förmigem Unterbau, ein anderer diente nach Lehner und Stadelmann vielleicht der Schlachtung von Tieren oder zu Reinigungsriten, worauf Rillen im Pflaster schließen lassen.

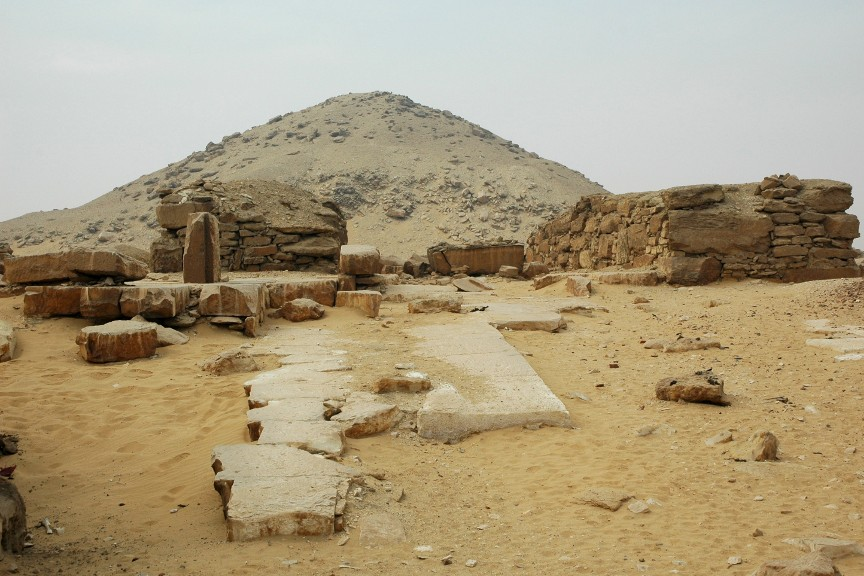
Zugang zum Totentempel des Djedkare-Isesi mit den Überresten der Pylone/Turmmassiven
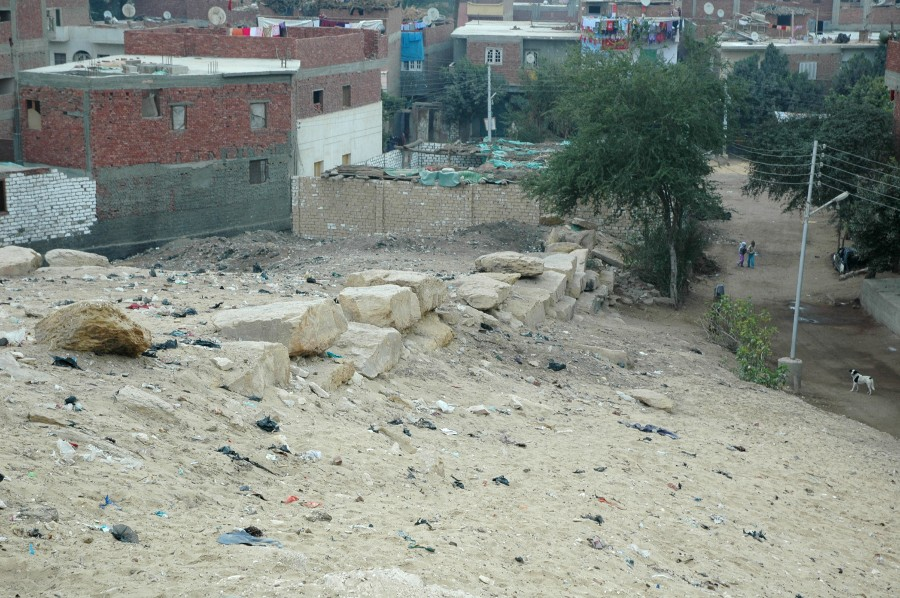
Unteres noch erhaltenes Ende des Aufwegs und Dorf Saqqara dahinter (2011)
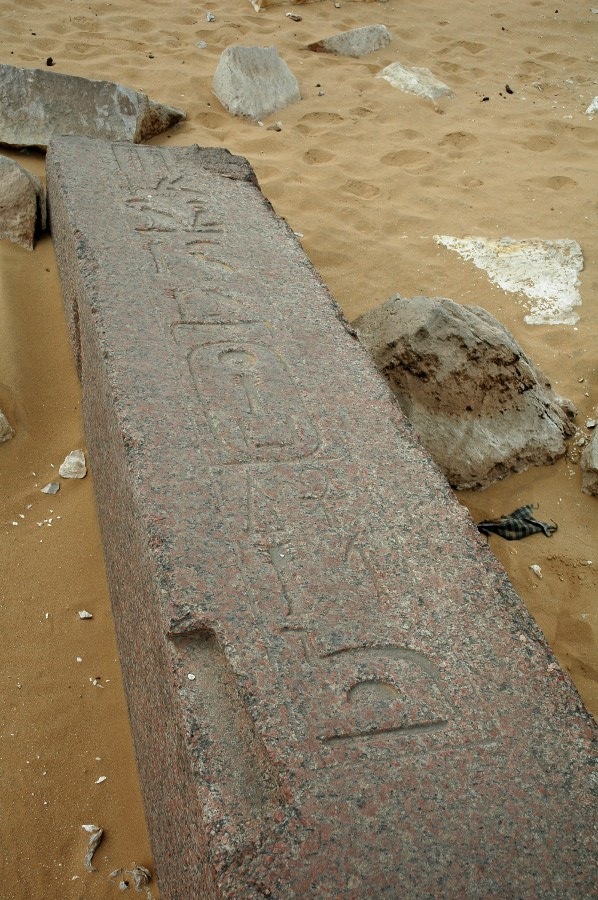
Pfeiler aus dem Totentempel
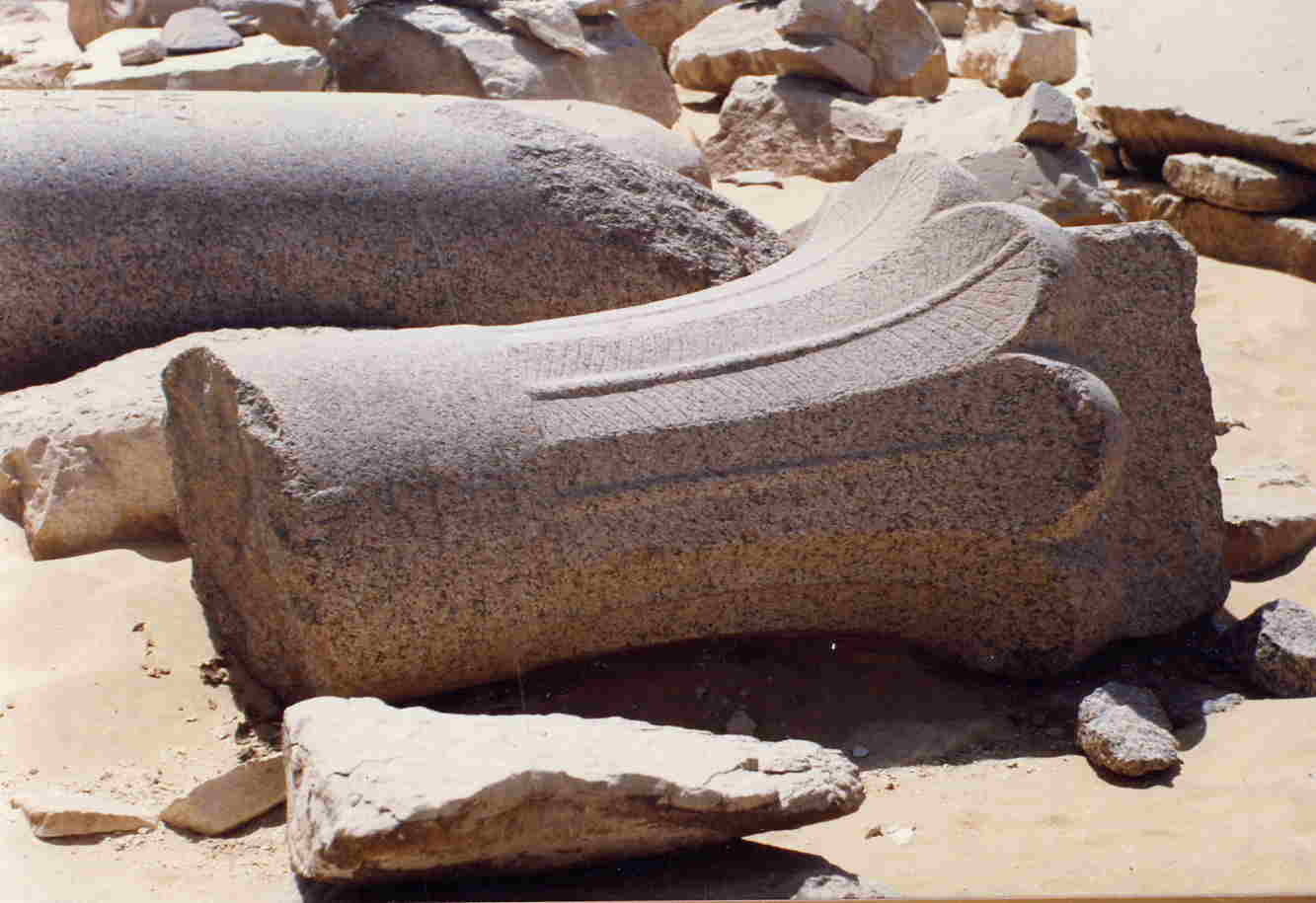
Fragmente von Palmsäulen aus dem offenen Hof des Totentempels der Djedkare-Pyramide

### Pyramidenanlage der Setibhor
Nordöstlich der Königspyramide liegt in einer eigenen Umfassungsmauer die Pyramide der Königin Setibhor. Diese „Königinnenpyramide“ weist, wenn auch in kleinerem Maßstab, viele Standardelemente einer Königspyramide auf: Eigene Umfassungsmauer, Opferhalle, Magazine, eine quadratische Vorkammer mit Einzelpfeiler, Kolonnadenhof, einen Raum an der Stelle, an der normalerweise die fünf Statuennischen liegen, und es fanden sich sogar Spuren, die auf eine kleine Kultpyramide hindeuten. Bemerkenswerterweise hat dieser Königinnenbezirk, wie auch die späteren Königinnenbezirke, keinen eigenen Aufweg und Taltempel. Aus den vorhandenen Relieffragmenten der Anlage gibt es nach Peter Jánosi keinen Beweis für eine eindeutige Zuweisung der Anlage an eine Königin. Seine Überprüfung der architektonischen Merkmale spricht insgesamt gegen die Identifizierung als Königskomplex, aber auch nicht für eine Königinnenanlage. Der gesamte Komplex nimmt dadurch eine Sonderstellung in der Architektur der Pyramidenanlagen ein. Außerdem kann aus historisch-chronologischen Gründen die Anlage keinem König der 5. Dynastie zugewiesen werden. Will man die Anlage andererseits einer Königin zuordnen, ergibt sich das Problem, dass am Ende der 5. Dynastie eine königliche Gemahlin eine derart bedeutende Rolle gespielt haben muss, dass man ihr monumentale Architektur zugestehen kann. Aber auch die thematisch auf das Königsamt ausgerichteten Räume lassen sich nur schwer in einer Königinnenanlage erklären.

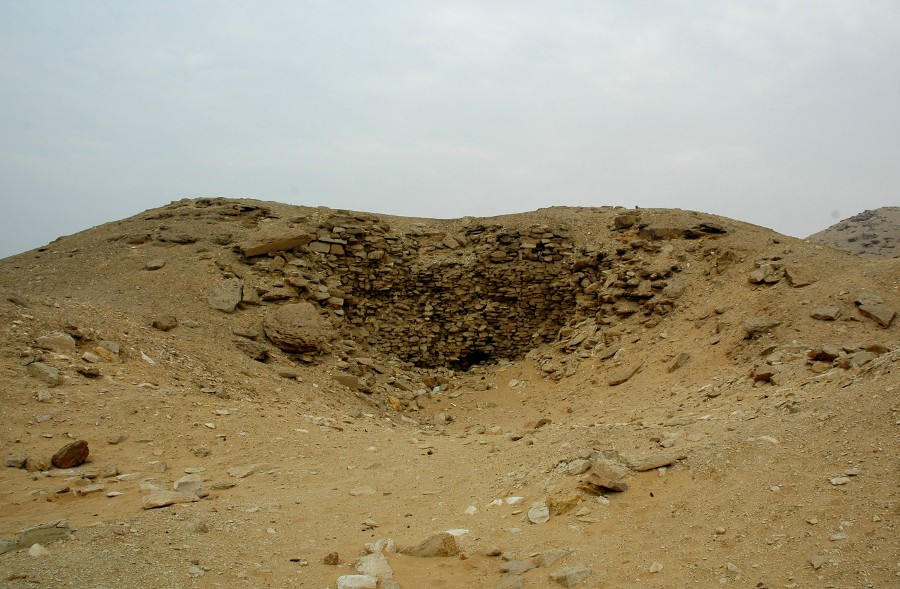
Die Pyramide einer „anonymen Königin“
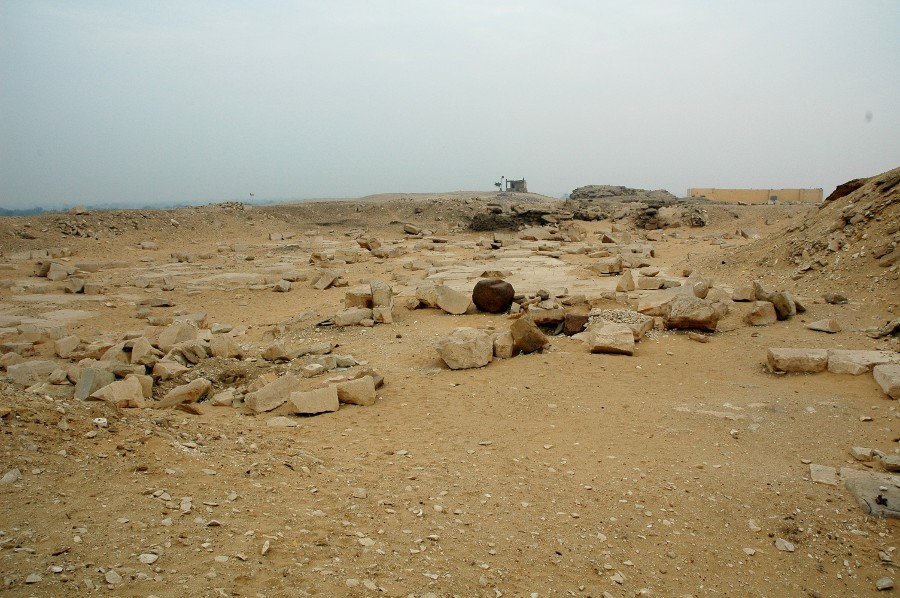
Totentempel der Pyramide einer „anonymen Königin“